# 新潟県道587号三川インター線
新潟県道587号三川インター線（にいがたけんどう587ごう みかわインターせん）は、新潟県東蒲原郡阿賀町の一般県道。

## 通過する自治体
- 新潟県
  - 東蒲原郡阿賀町